# Yashin Trophy
De Yashin Trofee (Frans: Trophée Yachine) is een voetbalprijs die jaarlijks door France Football wordt uitgereikt aan de best presterende keeper van dat kalenderjaar. Sinds 2019 wordt dit uitgereikt tijdens de Ballon d'Or-ceremonie. De prijs is vernoemd naar Lev Jasjin, die als enige doelman ooit de Ballon d'Or won.

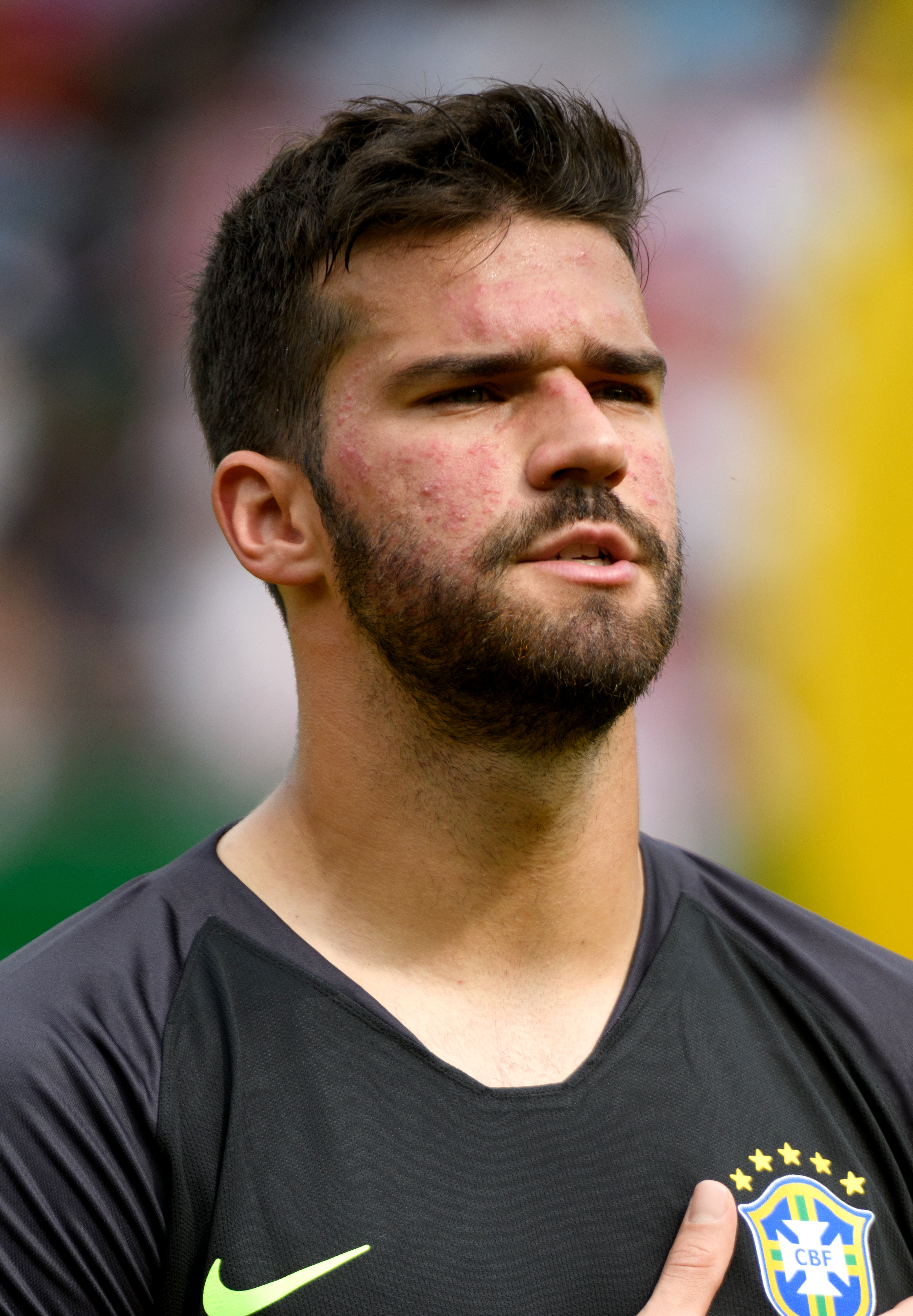
Alisson, de eerste winnaar van de Yashin Trophy

## Winnaars
| Year | Rank                                      | Player                                    | Club                                      | Points                                    |
| ---- | ----------------------------------------- | ----------------------------------------- | ----------------------------------------- | ----------------------------------------- |
| 2019 | 1e                                        | Alisson Becker                            | Liverpool                                 | 795                                       |
| 2019 | 2e                                        | Marc-André ter Stegen                     | Barcelona                                 | 284                                       |
| 2019 | 3e                                        | Ederson Moraes                            | Manchester City                           | 142                                       |
|      |                                           |                                           |                                           |                                           |
| 2020 | Niet uitgereikt vanwege de coronapandemie | Niet uitgereikt vanwege de coronapandemie | Niet uitgereikt vanwege de coronapandemie | Niet uitgereikt vanwege de coronapandemie |
|      |                                           |                                           |                                           |                                           |
| 2021 | 1e                                        | Gianluigi Donnarumma                      | Paris Saint-Germain                       | 594                                       |
| 2021 | 2e                                        | Édouard Mendy                             | Chelsea                                   | 404                                       |
| 2021 | 3e                                        | Jan Oblak                                 | Atlético Madrid                           | 155                                       |
|      |                                           |                                           |                                           |                                           |
| 2022 | 1e                                        | Thibaut Courtois                          | Real Madrid                               | 456                                       |
| 2022 | 2e                                        | Alisson Becker                            | Liverpool                                 | 108                                       |
| 2022 | 3e                                        | Ederson Moraes                            | Manchester City                           | 72                                        |
|      |                                           |                                           |                                           |                                           |
| 2023 | 1e                                        | Emiliano Martínez                         | Aston Villa                               | 290                                       |
| 2023 | 2e                                        | Ederson Moraes                            | Manchester City                           | 197                                       |
| 2023 | 3e                                        | Yassine Bounou                            | Al-Hilal                                  | 154                                       |
|      |                                           |                                           |                                           |                                           |
| 2024 | 1e                                        | Emiliano Martínez                         | Aston Villa                               | 276                                       |
| 2024 | 2e                                        | Unai Simón                                | Athletic Bilbao                           | 213                                       |
| 2024 | 3e                                        | Andriy Lunin                              | Real Madrid                               | 112                                       |

| Speler                | Winnaar          | Tweede plaats | Derde plaats     |
| --------------------- | ---------------- | ------------- | ---------------- |
| Emiliano Martínez     | 2 ( 2023, 2024 ) | –             | –                |
| Alisson Becker        | 1 ( 2019 )       | 1 ( 2022 )    | –                |
| Gianluigi Donnarumma  | 1 ( 2021 )       | –             | –                |
| Thibaut Courtois      | 1 ( 2022 )       | –             | –                |
| Ederson Moraes        | –                | 1 ( 2023 )    | 2 ( 2019, 2022 ) |
| Marc-André ter Stegen | –                | 1 ( 2019 )    | –                |
| Édouard Mendy         | –                | 1 ( 2021 )    | –                |
| Unai Simón            | –                | 1 ( 2024 )    | –                |
| Jan Oblak             | –                | –             | 1 ( 2021 )       |
| Yassine Bounou        | –                | –             | 1 ( 2023 )       |
| Andriy Lunin          | –                | –             | 1 ( 2024 )       |

### Overwinningen per land
| Land       | Spelers | Wint |
| ---------- | ------- | ---- |
| Argentinië | 1       | 2    |
| België     | 1       | 1    |
| Brazilië   | 1       | 1    |
| Italië     | 1       | 1    |

### Overwinningen per club
| Club                 | Spelers | Wint |
| -------------------- | ------- | ---- |
| Aston Villa          | 1       | 2    |
| Liverpool            | 1       | 1    |
| Parijs Saint-Germain | 1       | 1    |
| Real Madrid          | 1       | 1    |